# چاملیایلا
چاملیایلا (به ترکی استانبولی: Çamlıyayla) یک منطقهٔ مسکونی در ترکیه است که در استان مرسین واقع شده‌است.